# Tuanjie (socken i Kina, Inre Mongoliet, lat 47,97, long 122,79)
Tuanjie (kinesiska: 团结, 团结乡) är en socken i Kina. Den ligger i den autonoma regionen Inre Mongoliet, i den norra delen av landet, omkring 1 200 kilometer nordost om regionhuvudstaden Hohhot.
Genomsnittlig årsnederbörd är 905 millimeter. Den regnigaste månaden är juli, med i genomsnitt 323 mm nederbörd, och den torraste är januari, med 7 mm nederbörd.